# Laguna Hill
Der Laguna Hill (spanisch Monte de Laguna, im Vereinigten Königreich Cross Hill) ist ein 160 m hoher Hügel im Nordwesten von Deception Island im Archipel der Südlichen Shetlandinseln. Er ragt am Rand einer namensgebenden Lagune, die heute unter dem Namen Stancomb Cove bekannt ist, auf der Südwestseite der Telefon Bay auf.
Sein spanischer Name taucht erstmals auf einer argentinischen Karte aus dem Jahr 1956 auf. Das Advisory Committee on Antarctic Names übertrug diesen 1965 ins Englische. Namensgeber der vom UK Antarctic Place-Names Committee 1954 vorgenommenen Benennung als Cross Hill (von englisch cross ‚Kreuz‘) ist ein hölzernes Kreuz, das vermutlich Walfänger am Gipfel des Hügels errichtet hatten.